# Robert Fournier-Sarlovèze
Mortimer Henri Robert Fournier-Sarlovèze (14. januar 1869 i Paris – 18. juli 1937) var en fransk politiker og polospiller som deltog i OL 1900 i Paris.
Fournier-Sarlovèze vandt en bronzemedalje i polo under OL 1900 i Paris. Han var med på holdet Bagatelle Polo Club de Paris som kom på en tredjeplads i poloturneringen. Holdet bestod af spillere fra både Frankrig og Storbritannien. De andre på holdet var Maurice Raoul-Duval og Édouard Alphonse James de Rothschild fra Frankrig og Frederick Agnew Gill fra Storbritannien.